# Helioppia sol
Helioppia sol är en kvalsterart som först beskrevs av Balogh 1959.  Helioppia sol ingår i släktet Helioppia och familjen Oppiidae. Inga underarter finns listade i Catalogue of Life.